# Santiago Texacuangos
Santiago Texacuangos é um município localizado no departamento de San Salvador, em El Salvador.